# Microsoft Write
Microsoft Write — це базовий текстовий процесор, що входить до складу Windows 1.0 і пізніших версій до Windows NT 3.51 . Протягом усього терміну служби він мінімально оновлювався, і його можна порівняти з ранніми версіями MacWrite . Ранні версії Write працюють лише з файлами Write Document (.wri), які є підмножиною RTF (Rich Text Format). Після Windows 3.0 Write став здатний читати та створювати ранні файли документів Word (.doc) . З Windows 3.1 Write став підтримувати OLE . У Windows 95 Write було замінено на WordPad ; спроба відкрити Write з папки Windows замість цього відкриє WordPad.
Будучи текстовим процесором, Write має додаткові функції форматування документа, яких немає в Блокноті (простий текстовий редактор), наприклад вибір шрифту, оформлення тексту та відступи для різних частин документа. На відміну від версій WordPad до Windows 7, Write міг вирівнювати абзац .